# کید کادی
اسکات رامون سگورو مسکادی (انگلیسی: Scott Ramon Seguro Mescudi؛ زادهٔ ۳۰ ژانویه ۱۹۸۴) که با نام کید کادی (Kid Cudi) شناخته می‌شود، رپر، خواننده، ترانه‌نویس، تهیه‌کنندهٔ موسیقی و بازیگر آمریکایی است. او به‌عنوان خواننده‌ای تأثیرگذار بر چندین سبک هیپ هاپ معاصر و آلترناتیو شناخته شده‌است. اشعار ترانه‌های او اغلب مربوط به شرح حال خود است و سختی‌های دوران کودکی او از افسردگی، تنهایی و ازخودبیگانگی اجتماعی، مبارزه او با الکل و مواد مخدر در بزرگسالی، و همچنین مضامین معنوی، دلشکستگی، عیاشی و برگزاری جشن را توصیف می‌کند. او در سال ۲۰۰۸ با انتشار میکس‌تیپی با نام بچه‌ای به نام کادی شهرت زیادی به دست آورد که توجه کانیه وست، تهیه‌کننده موسیقی را به خود جلب کرد و در انتشارات موسیقی گود میوزیک با کادی قرارداد امضا کرد.

## آلبوم‌ها
- (2009) Man on the Moon: The End of Day
- (2010) Man on the Moon II: The Legend of Mr. Rager
- (2013) Indicud
- Man on the Moon III: The Chosen (2020)

## میکس‌ها
- A Kid Named Cudi (2008)